# Witold Nazarewicz

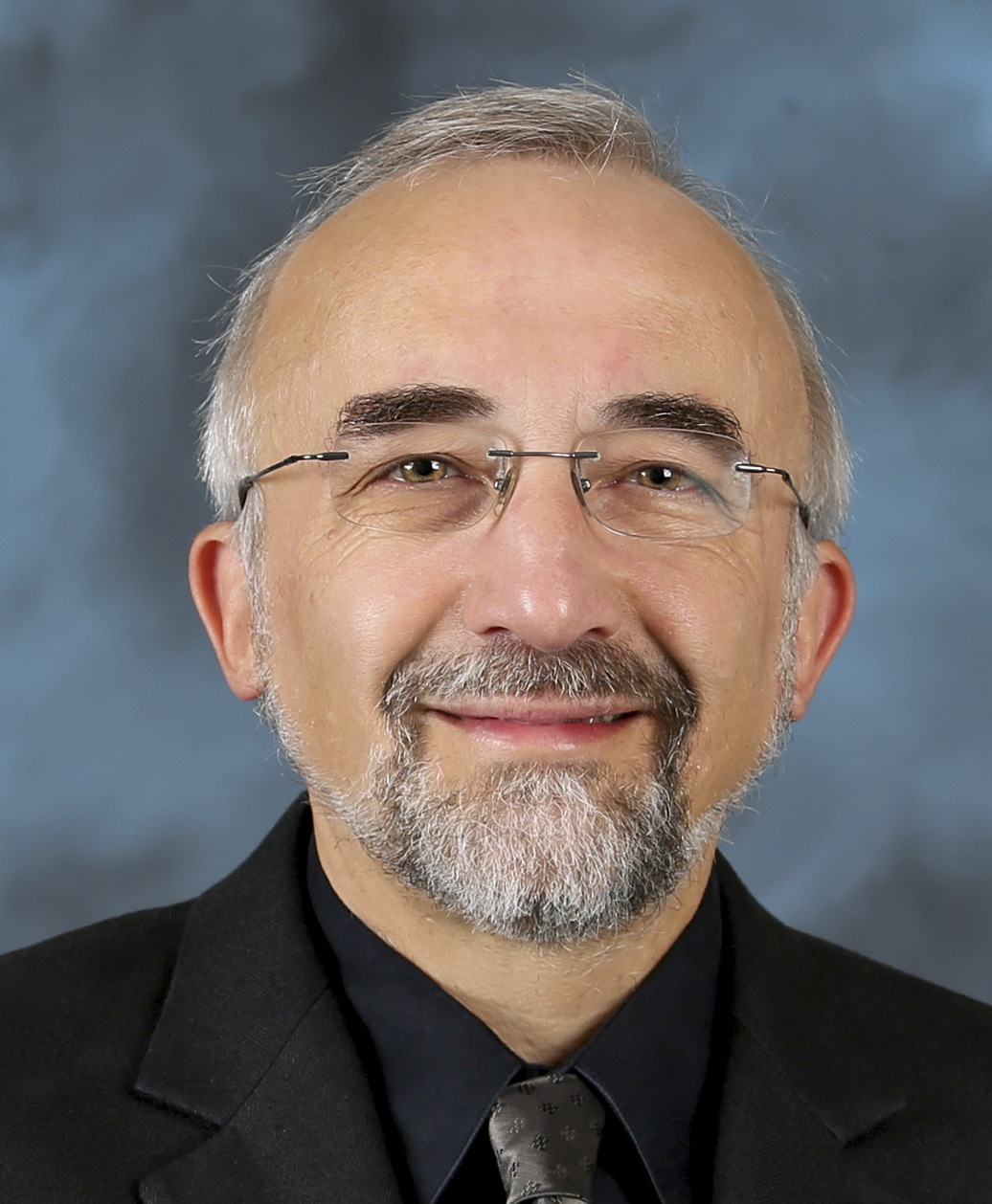
Witold Nazarewicz

Witold Nazarewicz (* 26. Dezember 1954 in Warschau), ist ein polnischer Kernphysiker.

## Leben
Nazarewicz erhielt 1977 sein Diplom in Technischer Physik und Angewandter Mathematik an der Universität Warschau, wurde 1981 am Institut für Kernphysik in Warschau promoviert (und war dort dann Assistenzprofessor) und 1986 habilitiert, wonach er ab 1991 Professor an der Universität Warschau war (ab 1994 mit Professorentitel vom polnischen Staat). Gleichzeitig war er von 1995 bis 2014 Professor an der University of Tennessee und von 1999 bis 2015 in verschiedenen Funktionen am Oak Ridge National Laboratory (ORNL), darunter von 1999 bis 2011 als wissenschaftlicher Direktor der Holifield Radioactive Ion Beam Facility. Seit 2014 ist er John A. Hannah Distinguished Professor in Physics an der Michigan State University. Er war  Gastprofessor an zahlreichen Institutionen in Europa, den USA und Japan, darunter von 2009 bis 2012 der University of the West of Scotland in Paisley und von 1991 bis 1995 am Joint Institute of Heavy Ion Research (JIHIR) in Oak Ridge. Er diente auch in verschiedenen Komitees zur Kernphysik-Forschung in den USA und beriet mehrere große Beschleunigerzentren.

## Forschung
Nazarewicz beschäftigt sich mit Vielteilchentheorie in der Kernphysik mit  Anwendungen auf neue Felder wie Kerne bei hohen Drehimpulsen (sowie hohen Massen, Dichten und Anregungsenergien, hohem Isospin u. a.) und instabilen (exotischen) Isotopen. Er ist Autor von über 400 wissenschaftlichen Artikeln und wurde über 30.000 mal zitiert und hat einen h-Index von 98 (Stand 2019, Google Scholar).
Er war Mitherausgeber im Bereich Kernphysik von Reviews of Modern Physics.

## Ehrungen
1985 wurde Nazarewicz mit dem Wissenschaftspreises Wojciech Rubinowicz der Polnischen Physikalischen Gesellschaft ausgezeichnet, 2012 erhielt er den Tom-W.-Bonner-Preis für Kernphysik, für seine grundlegende Arbeit in der Entwicklung und Anwendung der kernphysikalischen Dichtefunktionaltheorie, für seine Anregung neuer Experimente und Interpretationen von Experimenten und die Entwicklung einer übergreifenden Theorie der Physik exotischer Kerne. Für 2017 wurde ihm der Flerov-Preis zugesprochen.
Er ist Fellow der American Physical Society und der American Association for the Advancement of Science und des Institute of Physics.
Er ist Ehrendoktor der University of the West of Scotland (2009) und wurde 2008 wurde er vom Carnegie Trust for the Universities of Scotland zum Carnegie Centenary Professor ernannt.
Er ist nicht mit dem polnischen Kernphysiker Wacław Nazarewicz (* 1930) zu verwechseln, der ebenfalls am Institut für Kernphysik in Warschau war.

## Schriften (Auswahl)
- Herausgeber mit Dario Vretenar: The nuclear many body problem 2001. Proc. NATO Advanced Research Workshop, Brijuni, Pula, Kroatien, Juni 2001, Kluwer 2002
- mit J. Dudek, R. Bentsson, T. Bengtsson, I. Ragnarsson: Microscopic Study of the High-Spin Behaviour in Selected A 80 Nuclei.  Nuclear Physics A, Band 435, 1985, S. 397
- mit R. Wyss, A. Johnson: Structure of Superdeformed Bands in the A~150 Mass Region. Nuclear Physics A, Band 503, 1989, S. 285
- mit P. J. Twin, P. Fallon, J. D. Garnett: Natural-Parity States in Superdeformed Bands and Pseudo-SU(3) Symmetry at Extreme Conditions. Phys. Rev. Lett., Band 64, 1990, S. 1654
- mit J. Dobaczewski: Dynamical Symmetries, Multiclustering and Octupole Susceptibility in Super- and Hyperdeformed Nuclei. Phys. Rev. Lett., Band 68, 1991, S. 154
- mit J. Dobaczewski, I. Hamamoto, J. A. Sheikh: Nuclear Shell Structure at Particle Drip Lines. Phys. Rev. Lett., Band 72, 1994, S. 981
- mit P. Butler: Intrinsic Reflection Asymmetry in Atomic Nuclei. Rev. Mod. Phys., Band 68, 1996, S. 349
- mit N. Michel, M. Ploszajczak, K. Bennaceur: Gamow Shell Model Description of Neutron-Rich Nuclei. Phys. Rev. Lett., Band 89, 2002, Seite 042502
- mit S. Cwiok, P. H. Heenen: Shape coexistence and triaxiality in the superheavy nuclei. Nature, Band  433, 2005, S. 705
- mit J. Rotureau, N. Michel, M. Ploszajczak, J. Dukelsky: Density matrix renormalization group approach for many-body open quantum systems. Phys. Rev. Lett., Band 97, 2006, S. 110603
- mit M. Stoitsov, R. B. Cakirli, R. F. Casten, W. Satula: Empirical proton-neutron interactions and nuclear density functional theory: global, regional, and local comparisons. Phys. Rev. Lett., Band 98, 2007, S. 132502